# 10482 Денґрізер
10482 Денґрізер (10482 Dangrieser) — астероїд головного поясу, відкритий 14 вересня 1983 року.
Тіссеранів параметр щодо Юпітера — 3,561.